# Miriszlói csata
A miriszlói csata (románul: Bătălia de la Mirăslău) 1600. szeptember 18-án lezajlott ütközet Erdélyben, a Fehér megyei Miriszlónál, ahol a Habsburg-erdélyi sereg vereséget mért a székelyektől is segített román hadra, akiknek vezére Vitéz Mihály havasalföldi fejedelem. Erdélyt korábban II. Rudolf császár bízta Mihály fejedelemre.

## Előzmények: A hosszú háború
1591-ben portyaháborúkkal kezdődő ún. hosszú háború során felcsillant a remény a török kiűzésére. Erdély Báthory Zsigmond fejedelemmel együtt a kereszténységhez csatlakozott.

A szövetséges hadak számos győzelmet arattak az oszmánok felett, s egy sor várat vissza is foglaltak. Havasalföldön a török közreműködésével eközben Vitéz Mihály (Mihai Viteazul) görög eredetű vajda jutott hatalomra, aki azonban szintén a oszmán-ellenes ligához kötötte országa szekerét.
Vitéz Mihály, Bocskai István és Báthory Zsigmond együtt legyőzték Szinán nagyvezírt a gyurgyevói ütközetben a Duna mentén. A sikert nem lehetett kellőképp kihasználni, mert Báthory amúgy is zavaros személyisége okán, lemondott, s a helyébe lépő Báthory András vissza akart térni a szultán oldalára. Ekkor Mihály vajda és a székelyek összefogva Sellenberknél megsemmisítették Báthory hadát 1599 októberében. A vajda bevonult Gyulafehérvárra, ahol a meghódoló rendek kegyeit keresve „fejedelem”-nek nevezték. Ezután Giorgio Bastával az országot kormányozta majdnem egy éven át. A generálist ugyanakkor a vajda ellenőrzésével is megbízták, s aki határozottan féltékeny is volt rá, s várta az alkalmat, hogy félreállíthassa.
Mihály, jóllehet nem helyezte Erdélyt közvetlen Habsburg fennhatóság alá, de mivel visszaállította a székelyek régi kiváltságait, ezért a nemesség szembefordult vele. Állítólag olyan terveket is szövögetett, hogy Havasalföldet, Moldvát és Erdélyt összekapcsolva új államot hoz majd létre. Moldvának egyébként szintén fejedelme volt, amivel kivívta a lengyelek nemtetszését is, akik később megdöntötték a hatalmát.

Basta ekkor már Felső-Magyarországon készülődött ellene, s jól jött neki az erdélyi rendek segélykérése a románok ellen. A generális bevonult Erdélybe, ezzel megindult kettejük között a harc.

## A szembenálló erők
Mihály vajda serege közel 50 ezer főt tett ki. A moldvai és havasalföldi csapatok mellett több ezer székely, és kozák is harcolt, akik nagy számmal csatlakoztak a török elleni háborúhoz. Tovább erősítették a sereget lengyel zsoldosok (kizárólag lovasokból álltak). A sereg alvezére bizonyos Baba Novac volt, Mihály egyik vazallusa. Az erdélyiek és Basta serege kb. 30 ezer főt számlált. A generális hadát osztrák és szász erők alkották, főleg zsoldosok.

## A csata
Basta szeptember 17-én ütötte fel táborát, Miriszlónál. A faluval szemben, egy nagy erdőnél vették fel a románok a hadállásaikat, míg az erdővel szemben a német hadak elsáncolták magukat. Az erdélyiek egy magaslat és a község templomának fedezékében álltak, s a német tüzérség is biztos védelem mögött állt. Mihály egyvonalú csatarendbe szedte seregét, elég közel a faluhoz, míg Basta szintén szemtől szembe alakította ki hadrendjét.

A generális a csata során nehézlovassági támadással elsöpörte a havasalföldi frontvonalat, s a sereget csaknem teljesen szétzúzta.

A román sereg több mint ötezer embert vesztett, addig a császári-erdélyi seregnek 1000 halottja volt. Mihály seregében harcoló kozákok a Maroson átkelve menekültek el a csatából és többé nem tértek vissza. Közülük sokan még Báthory seregében harcoltak annak idején, de a sellenberki csata során átálltak a havasalföldiek mellé

## A csata után
Mihályt Havasalföldre szorították, de itt is még egy vereséget szenvedett. A teleajăni csatában Jan Karol Chodkiewicz vezette lengyel-litván-kozák sereg leverte és a trónt Simion Movilănak adta át, ezzel Havasalföld megszűnt hadviselő fél lenne a tizenöt éves háborúban.
Mihály röviddel ezután Prágába ment, hogy tisztázza magát Rudolfnál, akinek bizalmát sikerült újból megnyernie. Bastaval közösen Goroszlónál döntő vereséget mértek Báthory Zsigmondra, de a győzelem után a generális megölette Mihályt.